# Mycalesis agraphides
Mycalesis agraphides är en fjärilsart som beskrevs av Embrik Strand. Mycalesis agraphides ingår i släktet Mycalesis och familjen praktfjärilar. Inga underarter finns listade i Catalogue of Life.